# Catedral de Santa María (Calgary)
La Catedral de Santa María (en inglés: St. Mary's Cathedral) se ubica en Calgary, Alberta, Canadá es una catedral católica. El nombre completo del edificio es la catedral de la Inmaculada Concepción de la Virgen María (Cathedral of the Immaculate Conception of the Blessed Virgin Mary).
Santa María comenzó como una iglesia de piedra arenisca en 1889, construida cerca del río Elbow en tierra proporcionada por la Canadian Pacific Railway. La zona se llama el Distrito de la Misión, debido a la colonia del Padre Albert Lacombe en la zona en 1884. La misión católica original se llamó Notre-Dame-de-la-Paix (Nuestra señora de La Paz). La tierra se utilizó para establecer un pueblo de habla francesa llamado Rouleauville, que posteriormente se convirtió mayoritariamente anglosajón y fue anexada por Calgary en 1907 (haciendo a Santa María una parte de Calgary). La misma tierra obtenida por Lacombe también se utilizó para construir la Escuela de Santa María cercana.
Cuando el Papa Pío X creó la diócesis de Calgary el 30 de noviembre de 1912, Santa María se convirtió en la catedral y sede episcopal del obispo.